# U-Bahn-Station Meidling Hauptstraße
Die U-Bahn-Station Meidling Hauptstraße, bis mindestens 1988 Meidling-Hauptstraße geschrieben, ist eine Haltestelle der Linie U4 der Wiener U-Bahn im 12. Wiener Gemeindebezirk Meidling.

## Lage
Die Haltestelle befindet sich im Einschnitt neben dem Wienfluss, entlang der Schönbrunner Straße, zwischen der Lobkowitzbrücke und der Friedrich-Zawrel-Brücke (bis 2024: Fabriksbrücke). Zusammen mit den von ihr ausgehenden Autobuslinien bildet sie einen wichtigen öffentlichen Verkehrsknotenpunkt zwischen dem südlichen Rudolfsheim-Fünfhaus und dem Geschäftszentrum des Bezirkes Meidling.
Ausgänge führen in das örtliche Geschäftszentrum, das eine Filiale einer Wiener Großbäckerei und weitere kleinere Imbissläden enthält. Mittels einer Fußgängerunterführung kann der 15. Wiener Gemeindebezirk Rudolfsheim-Fünfhaus erreicht werden. Über die Schönbrunner Straße gelangt man in die Meidlinger Fußgängerzone und zum Magistratischen Bezirksamt für den 12. Bezirk. Außerdem stellt die Station einen Knotenpunkt für zahlreiche Autobuslinien dar: so die Linien 7A und 9A zum Bahnhof Meidling, die Linie 10A in Richtung Heiligenstadt und die 63A in Richtung Südwestfriedhof bzw. Wienerbergstraße.

## Geschichte

### Dampfstadtbahn
Die heutige U-Bahn-Station war ursprünglich ein dreigleisiger Bahnhof der Wiener Dampfstadtbahn, in der Planungsphase teilweise noch als Lobkowitzbrücke oder Meidlinger Hauptstrasse bezeichnet. Das von Otto Wagner im Auftrag der Commission für Verkehrsanlagen in Wien errichtete und stilistisch bereits dem Jugendstil zuzuordnende ursprüngliche Aufnahmsgebäude wurde im Jänner 1897 baulich fertiggestellt. Aufgrund seiner betrieblichen Bedeutung fiel es deutlich größer aus, als die übrigen Tiefbahnstationen der Stadtbahn. Der Bahnhof selbst ging schließlich am 1. Juni 1898 zusammen mit der Oberen Wientallinie (heute U4) und der Gürtellinie (heute U6) in Betrieb. Mit der Eröffnung der Unteren Wientallinie am 30. Juni 1899 wurde er schließlich zum Eisenbahnknoten. Das bereits im Oktober 1898 in Betrieb genommene Stellwerk steuerte zwölf Weichenantriebe, neun Signalantriebe und zwölf Fahrstraßen.
Als die Hauptstraße in Meidling 1905 offiziell in Meidlinger Hauptstraße umbenannt wurde, behielt man den Stationsnamen von 1898 dennoch bei.

Die Stadtbahnstation Meidling-Hauptstraße, rechts das typische Stadtbahngeländer
Bahnsteigebene im Jahr 1899

### Wiener Elektrische Stadtbahn

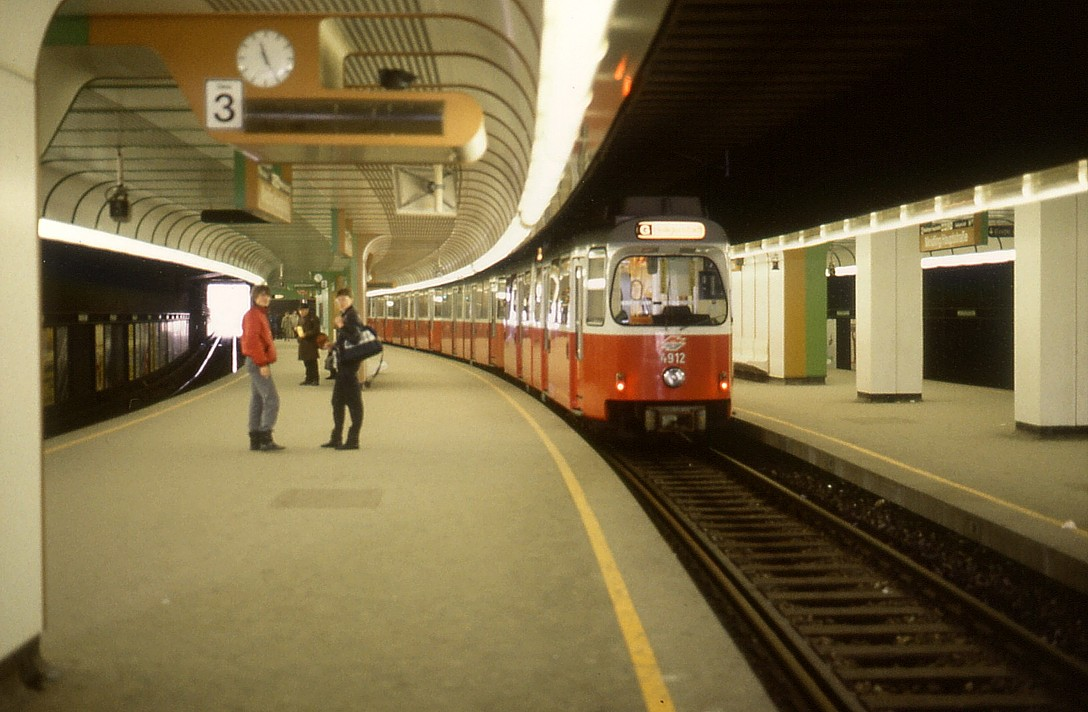
Ein Zug der Stadtbahnlinie G im Jahr 1985, dem letzten Jahr, in dem die Stadtbahn bis Meidling fuhr

Nachdem die Züge der alten Dampfstadtbahn letztmals am 30. September 1924 verkehrten, übernahm die Gemeinde Wien deren Infrastruktur. Nach entsprechenden Umbauten wurde Meidling-Hauptstraße schließlich ab dem 4. Juni 1925 ersatzweise von der Wiener Elektrischen Stadtbahn bedient. Sie verkehrte zunächst nur auf der Oberen Wientallinie und der Gürtellinie, bevor am 7. September 1925 auch die Untere Wientallinie ihren Betrieb wieder aufnahm. Im Zusammenhang mit der Elektrifizierung wurden die Gleisanlagen des Bahnhofs vereinfacht. Allerdings musste schon 1928 das Stockgleis unterteilt werden, so dass zwei Züge gleichzeitig wenden konnten. Ferner war es bei der elektrischen Stadtbahn auch den aus Richtung Hütteldorf-Hacking kommenden Zügen möglich, im Bahnhof Meidling-Hauptstraße signalmäßig zu wenden, wenngleich davon planmäßig kein Gebrauch gemacht wurde.
Obwohl das ursprüngliche Wagner’sche Aufnahmsgebäude eines der kunsthistorisch bedeutsamsten Bauwerke der Wiener Stadtbahn darstellte, wurde es nach zeitgenössischen Zeitungsmeldungen, unter anderem im Kurier vom 1. Dezember 1967, dem Vorhaben einer bis heute nicht realisierten Stadtautobahn geopfert. Trotz vehementer Proteste aus Bürger- und auch Architektenkreisen wurde das Gebäude im August 1968 abgerissen.

### U-Bahn

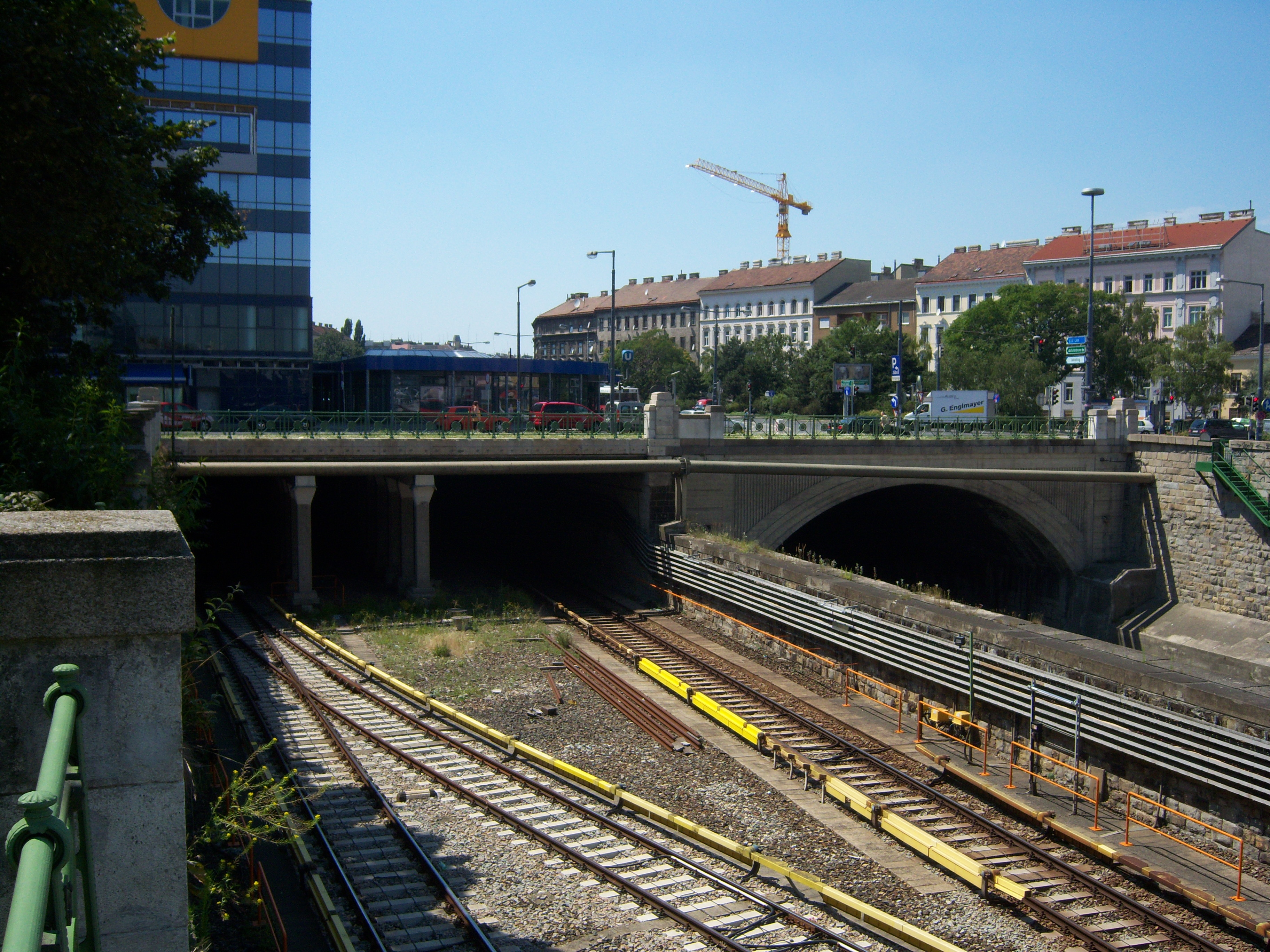
Einfahrt in die U-Bahn-Station, 2008. Die brachliegende Fläche zwischen den Gleisen diente einst der Gürtellinie.

Am 26. Oktober 1980 erreichte die U-Bahn, aus Richtung Heiligenstadt via Landstraße kommend, erstmals die Station Meidling Hauptstraße. Im Gegenzug wurden schon ab dem 24. Oktober 1980 die Stadtbahnlinie W auf den Abschnitt Hütteldorf-Hacking–Meidling-Hauptstraße, die Stadtbahnlinie G auf den Abschnitt Heiligenstadt–Meidling-Hauptstraße und die Stadtbahnlinie GD auf den Abschnitt Friedensbrücke–Meidling-Hauptstraße verkürzt. In Meidling war somit vorübergehend der gesamte Verkehr gebrochen, das heißt, es musste in jede Richtung umgestiegen werden.
Nachdem die U4 ab dem 31. August 1981 über Meidling-Hauptstraße bis Hietzing verlängert wurde, entfiel auch die Stadtbahnlinie W. Im Gegenzug erhielt das mittlere Gleis, auf dem weiterhin die Züge der Linien G und GD wendeten, als Besonderheit beidseitige Bahnsteige nach der sogenannten Spanischen Lösung. Hierzu mussten die letzten damals noch eingesetzten Altbauwagen der Reihen N1 und n2 eigens umgebaut werden, damit sie ihre Türen überhaupt auf beiden Seiten öffnen konnten.
Im Zuge des U-Bahn-Baus wurde die einst nach oben offene Station außerdem überdeckelt. Über ihr befindet sich das in den späten 1970er Jahren errichtete und während der 2000er Jahre umgebaute Geschäfts- und Einkaufszentrum „U4 Center“. Es beherbergt auch die Diskothek U4, die eng mit dem Aufstieg Falcos zum internationalen Popstar verbunden ist. Mit dem Umbau verschwand ebenso der Nachfolgebau des ersten Aufnahmsgebäudes, die Zugänge zur U-Bahn wurden vollständig in das Geschäfts- und Einkaufszentrum integriert.
Während der Planungen zur künftigen U6-Trasse zwischen Gürtel und Philadelphiabrücke Ende der 1970er Jahre favorisierte der damalige Meidlinger SPÖ-Bezirksvorsteher Kurt Neiger eine Verknüpfung zwischen U4 und U6 in der Station Meidling-Hauptstraße, konnte sich mit diesem Vorschlag aber nicht durchsetzen. Alternativ fand die entsprechende Verknüpfung weiter stadteinwärts in der 1989 eröffneten Station Längenfeldgasse statt. Um deren Bau zu ermöglichen, musste die Gürtellinie schon ab dem 14. April 1985 bis zum Bahnhof Gumpendorfer Straße zurückgezogen werden. Seither ist Meidling-Hauptstraße eine reine U-Bahn-Station. Das mittlere Gleis wurde anschließend aufgefüllt, dabei entstand ein besonders breiter Mittelbahnsteig.